# Siegfried Groth
Siegfried Groth (geboren am 26. Mai 1926 in Gotendorf; gestorben am 18. August 2011 in Wuppertal) war ein deutscher evangelischer Pastor. Er war Afrika-Referent der Rheinischen Missionsgesellschaft. Mit seinem 1995 veröffentlichten Buch Namibische Passion rückte er die Menschenrechtsverletzungen der SWAPO an Namibiern in den 1980er Jahren in den Fokus.

## Leben
Siegfried Groth stammte aus einer frommen evangelischen Familie. Als junger Erwachsener entschied er sich für eine kirchliche Ausbildung. Nach seiner Ordination 1955 arbeitete er zunächst als Pfarrer in Schalksmühle. 1961 wurde er Afrika-Referent bei der Rheinischen Missionsgesellschaft in Wuppertal, die 1971 in der Vereinten Evangelischen Mission (VEM) aufging. Von 1961 bis 1964 lebte er in Südwestafrika, wo er im Missionsumfeld tätig war. Seine Aufgabe war es, die deutschen Missionare zu betreuen, die für die lutherischen Kirchen in dem Land tätig waren. Auch nach 1964 reiste er noch oft in die Region und baute auch Kontakte zur SWAPO auf.
Angesichts der politischen und sozialen Situation in Südwestafrika entwickelte er sich schnell zu einem Kritiker der südafrikanischen Administration des Landes. Gemeinsam mit der VEM unterstützte er einen am 30. Juni 1971 von den schwarzen Kirchen des Landes gesandten offenen Beschwerdebrief an den südafrikanischen Premierminister Balthazar Johannes Vorster. Die Kirchen wagten es darin zum ersten Mal, die Apartheid als unmenschlich und den Frieden des Landes zerstörend anzuprangern. Groth galt nun als unerwünschte Person und die Einreise nach Südwestafrika und Südafrika wurde ihm bis 1987 verweigert.
Daraufhin ernannte die VEM Siegfried Groth zu ihrem Missionsbeauftragten für Menschenrechte im südlichen Afrika. Er war verantwortlich für die seelsorgerische Betreuung von namibischen Exilanten in Botswana, Sambia und Angola. 1983 wirkte er bei der Gründung des Namibia Christian Communications Trust in London mit, dessen Ziel die Bekanntmachung von Menschenrechtsverletzungen des südafrikanischen Regimes in Namibia war. Regelmäßig berichtete er dem Trust über die politische und soziale Lage in den Flüchtlingslagern wie auch über Ereignisse und Folgen des Kampfes zwischen SWAPO und den von Südafrika aus dirigierten militärischen (SADF, SWATF) und polizeilichen Organen (SAP, Koevoet), die er selbst beobachten konnte oder von denen ihm Augenzeugen berichteten. Dazu gehörten auch Berichte von Folterungen und Morden der SWAPO an politischen Gegnern, Dissidenten und vermuteten Spionen.
Obwohl ihm und den Kirchen seit 1985 die Menschenrechtsverletzungen der SWAPO bekannt waren, wurden diese nur kirchenintern diskutiert. Als Gründe nannte Groth später, dass er die inhaftierten Menschen und ihre Familien in Namibia nicht gefährden wollte. Außerdem wurde Rücksicht auf die Partnerschaft zu den namibischen Kirchen genommen, deren Führer zugesagt hatten, dass sie wegen der Inhaftierten mit der SWAPO-Führung verhandelten. Zuletzt schwang die Sorge mit, dass Kritik an der SWAPO propagandistisch missbraucht werden würde. Am 4. Juli 1989 kehrten 153 ehemalige SWAPO-Häftlinge aus Angola nach Namibia zurück und berichteten über die Grausamkeiten und die Folter in unterirdischen Gefängnissen in Angola, was die SWAPO als Lüge und die ehemaligen Gefangenen als südafrikanische Spione bezeichnete. Das veranlasste Groth im gleichen Jahr,  erstmals öffentlich auf die Vergehen der SWAPO hinzuweisen, woraufhin die SWAPO ihn heftig kritisierte. Auch die VEM tat sich schwer und pensionierte Siegfried Groth 1990 schließlich vorzeitig.
Die Menschenrechtsverletzungen der SWAPO wurde in den folgenden Jahren nicht mehr diskutiert, bis Siegfried Groth 1995 sein Buch Namibische Passion veröffentlichte, in dem er die Inhaftierung von Dissidenten durch die SWAPO und ihre „Vertuschung aus falscher Solidarität“ durch die lutherischen Kirchen in Deutschland und Namibia anprangerte. Zu seiner Motivation für die Veröffentlichung sagte Groth im Interview:

„Ich habe mich selbst lange Jahre gefragt, ob ich das alles veröffentlichen soll [...] Mein wichtigster Grund war der, daß ich den Betroffenen versprochen hatte, ihre Geschichte aufzuschreiben.“

Erst mit der Veröffentlichung der englischen Übersetzung unter dem Titel Namibia – The Wall of Silence im Folgejahr erregte das Buch Aufmerksamkeit. Es wurde am 30. März 1996 bei einer Pressekonferenz in Windhoek offiziell vorgestellt, bei der auch die Opfervereinigung Breaking the Wall of Silence (BWS) gegründet wurde. Dies geschah vor dem Hintergrund der 1996 in Südafrika eingerichteten Wahrheits- und Versöhnungskommission unter dem Vorsitz des Erzbischofs Desmond Tutu. Dieses Vorbild setzte die namibische Politik unter Druck. Im Vorfeld hatte der namibische Präsident Sam Nujoma in einer 15-minütigen „Rede an die Nation“ am 6. März 1996 den Kritikern der SWAPO gedroht:

„Pastor Groth und all diejenigen, die sich um seine heimtückische Sache kümmern, müssen wissen, daß wir, wie in allen Kriegen, nur zwei Möglichkeiten hatten: a) den Krieg zu verlieren und für immer versklavt zu bleiben oder b) den Feind zu besiegen. [...] Pastor Groths Absichten werden nur zu Blutvergießen in unserem Land führen [...] Pastor Groth war niemals ein Freund der Swapo und daher niemals ein Freund des namibischen Befreiungskriegs [...] Pastor Groths Buch wurde geschrieben, um den Namen der Swapo anzuschwärzen und alte Wunden zu öffnen, die dabei waren, zu heilen“

Wer nicht zu den Freunden der SWAPO gehöre, sei ein „Apartheidapostel“. Auch einige Kirchenvertreter verurteilten Groth und sein Buch. Allerdings machte diese Kritik das Buch erst recht zum Bestseller in Namibia. Außerdem kam es zu vielen SWAPO-kritischen Leserbriefen in den Zeitungsspalten. Noch im selben Jahr, 1996, erschien das Buch in Afrikaans, der vor allem im Zentrum und im Süden üblichen Verkehrssprache. Siegfried Groth zeigte sich enttäuscht von der Reaktion der Regierung:

„Es ist gut, daß [es] durch mein Buch [...] zu dieser öffentlichen Auseinandersetzung gekommen ist. Ich habe aber nicht erwartet, daß von seiten der Regierung eine so harte Reaktion erfolgen würde. Es befremdet mich, daß Präsident Nujoma mich so häufig persönlich anspricht und nicht auf das Anliegen des Buches eingeht [...] Nur durch eine ehrliche Auseinandersetzung mit der Vergangenheit werden heilende Kräfte der Versöhnung geweckt.“

Insgesamt wurde Groths Veröffentlichung als „bedeutsames Moment in der Bestandsaufnahme der politischen und zivilgesellschaftlichen Atmophäre der jungen Demokratie“ Namibias bezeichnet.
Nach 1996 hat Groth Namibia nicht mehr besucht. Bis zu seinem Tod lebte Groth mit seiner Frau in Wuppertal. Seinen Tod bezeichneten Mitglieder der Opfervereinigung Breaking the Wall of Silence als großen Verlust.

## Namibische Passion
Das in einem autobiografischen Erzählstil gehaltene Buch beschreibt die Menschenrechtsvergehen der SWPAO im Kontext der eskalierenden Gewalt des Apartheidregimes und des namibischen Befreiungskampfes. Dabei wird die Rolle der Kirchen im Kampf gegen Unterdrückung und Entrechtung betont. Das Buch fokussiert auf den als unbegreiflich aufgefassten Betrug an Angehörigen der namibischen Befreiungsbewegung durch die eigene Organisation. Der brisanteste Vorwurf war, dass die SWAPO in den 80er Jahren in Angola immer wieder Namibier, die zur Guerilla stießen, als südafrikanische Spione abstempelte und sie in Erdlöchern festhielt. Hunderte von Menschen wurden in den SWAPO-Lagern Angolas gefoltert und ermordet.
Als Beleg für seine Aussagen berief sich Siegfried Groth auf seine persönlichen Erfahrungen sowie auf Auskünfte von Betroffenen. Er forderte eine gründliche Untersuchung und die Rehabilitierung der Exhäftlinge im Rahmen des nationalen Versöhnungsprozesses. Das Buch brach, so die Politikwissenschaftlerin Gustine Hunter, mit dem bis dahin bestehenden Tabu, „indem er als ehemaliger Flüchtlingsseelsorger die Befreiungsbewegung öffentlich kritisierte und auch vor persönlichen Schuldzuweisungen an bekannte SWAPO-Funktionäre, welche es sich gerade in den Sesseln der Macht bequem gemacht hatten, nicht zurückschreckte.“
Die Rezensentinnen und Rezensenten des Buches waren sich einig, dass darin nur ausgesprochen wurde, was in Namibia und innerhalb der internationalen Solidaritätsbewegung ohnehin seit langem zum Allgemeinwissen zählte. Der Wirtschaftswissenschaftler Heribert Weiland attestierte Groth, dass er in seiner „Sprecherrolle für die Geschundenen“ eine „Geschichte von unten“ geschrieben habe, bemängelte aber, dass Groth auf die schwierige Kriegs- und Exilsituation der SWAPO nicht eingegangen wäre. Dagegen kritisierte Lauren Dobell den anekdotenreichen, narrativen Erzählstil. Auch die Verknüpfung des christlichen Glaubens mit Geschehnissen, die ihre Wurzeln in weltlicher Motivation habe, sei nicht angemessen. Groth würde die Bedeutung der kommunistischen Ideologie überbewerten. Wichtig sei dagegen die Aussage des Werkes im Hinblick auf die individuelle und kollektive Mitschuld der Kirchen.

## Veröffentlichungen
- Menschenrechtsverletzungen in der namibischen Exil-SWAPO - die Verantwortung der Kirchen. Der Bericht eines Flüchtlingsseelsorgers (= Epd-Dokumentation. Band 40). EPD, Frankfurt am Main 1989.
- Namibische Passion. Tragik und Grösse der namibischen Befreiungsbewegung. Peter Hammer Verlag, Wuppertal 1995, ISBN 3-87294-646-3. Englischer Titel: Namibia - the wall of silence. The dark days of the liberation struggle.